# Minamoto no Yoshitomo
Minamoto no Yoshitomo (源 義朝 (Nguyên Nghĩa Triều) Minamoto no Yoshitomo, 1123 – 11 tháng 2, 1160) là tộc trưởng của gia tộc Minamoto và là một vị tướng vào cuối thời Heian trong lịch sử Nhật Bản. Con trai ông, Minamoto no Yoritomo trở thành Shogun và người sáng lập Mạc phủ Kamakura, Mạc phủ đầu tiên trong lịch sử Nhật Bản.
Giới danh của ông là Thắng Định Thọ Viện (勝定寿院)

## Nổi loạn Hōgen
Cuộc nổi loạn Hōgen bùng nổ năm 1156, các thanh viên của hai gia tộc samurai Minamoto và gia tộc Taira được gật đầu ra hiệu để tham gia giao chiến. Minamoto no Yoshitomo cùng với Taira no Kiyomori về phe Thiên hoàng Go-Shirakawa và Fujiwara no Tadamichi, trong khi đó cha của Minamoto no Yoshitomo là Minamoto no Tameyoshi, khi ấy là người đứng đầu gia tộc Minamoto, cùng với người con là Minamoto no Tametomo và Taira no Tadamasa về phe Thiên Hoàng Sutoku và Fujiwara no Yorinaga.
Yoshitomo, đánh bại cha mình và quân đội của Sutoku và Yorinaga, trở thành người đứng đầu gia tộc Minamoto và giành lấy quyền lực chính trị cho mình ở kinh đô Kyoto. Tuy vậy, bất chấp nỗ lực xin ân xá cho cha mình, Tameyoshi vẫn bị xử tử. Hậu của loạn Hogen khiến hai nhà Minamoto và Taira trở thành hai đối thủ chính trí mạnh nhất trong nước.

## Nổi loạn Heiji
Ba năm sau, vào năm 1159, Yoshitomo và Fujiwara no Nobuyori giam lỏng Go-Shirakawa và giết thuộc hạ của ông, học giả Fujiwara no Michinori trong cái gọi là nổi loạn Heiji. Yoshitomo giận dữ vì nhà Taira đã nhận được sự ân sủng của triều đình sau loạn Hogen bất chấp những hy sinh của nhà Minamoto. Cuối cùng, Taira no Kiyomori, với sự ủng hộ của Go-Shirakawa, đánh bại Yoshitomo và giết hai đứa con đầu của ông và Nobuyori, giải thoát cho Go-Shirakawa.
Trong khi chạy trốn từ Kyoto, ở tỉnh Owari, Yoshitomo bị thuộc hạ của mình phản bội và bị giết. Những người con trai còn lại của ông, Yoritomo cùng với Minamoto no Yoshitsune và Minamoto no Noriyori sau đó được Kiyomori tha mạng và lưu đày.
Người ta nói rằng Yoshitomo bị giết khi không mang vũ khí khi đang tắm dưới suối nước nóng. Mộ của ông ở tỉnh Aichi được bao quanh bởi nhiều thanh kiếm bằng gỗ, theo truyền thuyết, những lời cuối cùng của ông là "Giá như ta có một thanh bokuto...".